# Fresh Guacamole
Fresh Guacamole ist ein US-amerikanischer animierter Kurzfilm von PES aus dem Jahr 2012.

## Handlung
Jemand bereitet scheinbar eine frische Guacamole zu, erst auf den zweiten Blick wird klar, dass statt der herkömmlichen Zutaten lauter surreale Elemente verwendet werden: Die Person greift nach einer Avocado, die aber eine Handgranate ist, der Kern ist eine Billardkugel. Die Granate hat ein grünes „Fruchtfleisch“, das in eine Schüssel gelöffelt wird. Anschließend wird ein Baseball ähnlich einer Zwiebel von der Außenhülle befreit und zerteilt, die Stücke verwandeln sich in viele kleine, weiße Spielwürfel. Ein Nadelkissen in Form einer Tomate wird durch ein Gitter gequetscht und verwandelt sich in kleine rote Pokerwürfel, ein Golfball wird gerollt, halbiert, so dass ein zitrusfruchtartiges Innenleben sichtbar wird, eine Hälfte wird in eine Presse gelegt und daraus ähnlich einer Limette „Saft“ ausgedrückt, danach wird eine Glühbirne, ähnlich einer Chili, von einem Strauch abgepflückt und halbiert. Nachdem der Glühdraht entfernt wurde, wird sie in kleine Monopolyhäuschen zerhackt. Mit weißer Dame und schwarzem König eines Schachspiels wird am Ende die Guacamole mit schwarzen und weißen Pailletten „gewürzt“ und anschließend mit Mörser und Stößel vermengt. Mit einem Poker-Chip-Cracker, der beim ersten Eintauchen in die Guacamole zerbricht, beginnt das „Essen“.

## Produktion
Fresh Guacamole wurde in Stop-Motion realisiert; die Animation stammt von PES und Dillon Markey. Die Dreharbeiten fanden in Torrance, Kalifornien, statt. Es ist der siebte Animationsfilm, den PES (eigentlich Adam Pesapane) umsetzte. Fresh Guacamole wurde im März 2012 erstmals im Rahmen von Showtimes Short Stories sowohl online als auch im Fernsehen gezeigt.

## Auszeichnungen
Fresh Guacamole wurde 2013 für einen Oscar in der Kategorie „Bester animierter Kurzfilm“ nominiert.